# Kalkscheune

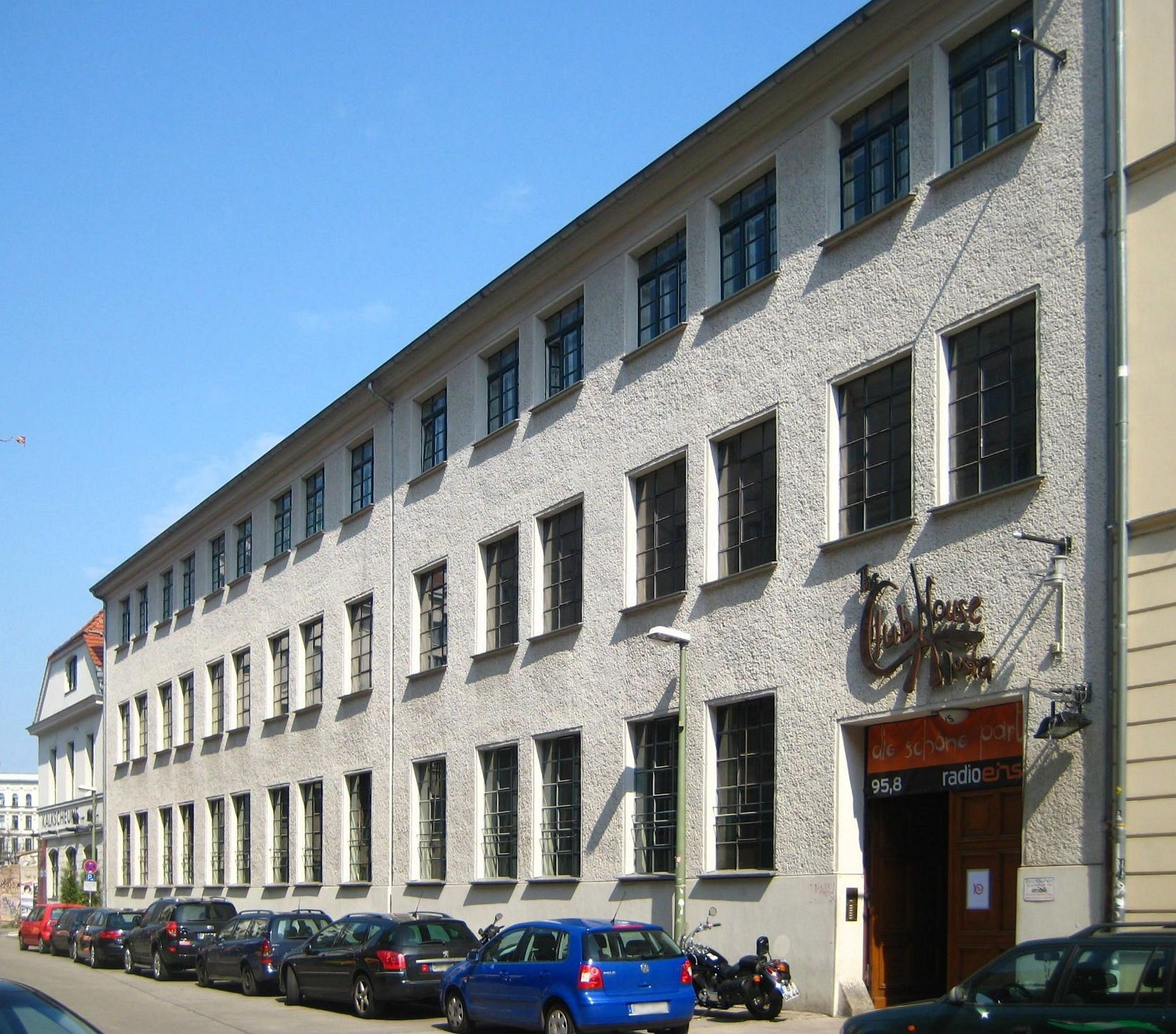
Kalkscheunenstraße Ecke Johannisstraße

Die Kalkscheune ist ein denkmalgeschütztes Gebäude in der Johannisstraße 2 und Kalkscheunenstraße 4 & 5 im Berliner Ortsteil Mitte (Bezirk Mitte) neben dem Friedrichstadtpalast.

## Geschichte
Der Name des Gebäudes geht auf eine im 19. Jahrhundert in der Kalkscheunenstraße vorhandene Scheune zur Lagerung von Baukalk zurück.
Der historische Gebäudekomplex wurde erstmals 1831 in einer Berliner Feuerversicherungspolice erwähnt. Johann Caspar Hummel, einer der Wegbereiter der industriellen Revolution in Berlin, errichtete hier im Jahre 1804 die erste Berliner Maschinenfabrik auf dem Grundstück Kalkscheunenstraße 4. 1831 ließ er sich auf dem Eckgrundstück Johannisstraße 2 ein Wohnhaus errichten. 1843 erwarb er das Nachbargrundstück Kalkscheunenstraße 5 und richtete eine Maschinenfabrik ein. Die Fabrikhalle war später Sitz der von Königin Augusta eingeweihten ersten preußischen Fahrradmanufaktur. Während des Zweiten Weltkrieges erhielt die Maschinenhalle einen Bombentreffer, die ausgebrannte oberste Etage wurde abgetragen. Nach dem Krieg wurde das Gebäude 1953 entschädigungslos enteignet. In der Halle der ehemaligen Maschinenfabrik wurden Feuerlöscher montiert. Vom Dachboden des Eckgebäudes belauschte die Stasi Gespräche ausländischer Delegationen, die im gegenüberliegenden Gästehaus der Regierung der DDR, dem Johannishof, untergebracht waren.
Seit 1995 wird der Gebäudekomplex an geschäftliche Kunden vermietet und für Tagungen, Kongresse, Konferenzen, Partys und kulturelle Veranstaltungen genutzt. Ab 1996 erfolgte eine denkmalgerechte Sanierung durch Angelika Döhnert und Ellen Nausester, die 2006 von Rainer Seiferth abgeschlossen wurde.